# Акціонерне товариство
Акціоне́рне товари́ство — один з різновидів господарських товариств. Акціонерним товариством визнається комерційна організація, статутний капітал якої розділений на визначене число акцій, що засвідчують права та обов'язки учасників товариства (акціонерів). Акціонерні товариства створюються в формі публічних або приватних товариств.
За українським законодавством, акціонерне товариство це господарське товариство, статутний капітал якого не може бути меншим ніж 1250 мінімальних заробітних плат і який поділено на визначену кількість часток однакової номінальної вартості, корпоративні права за якими посвідчуються акціями. Основним актом законодавства, який регулює діяльність акціонерних товариств, є Закон «Про акціонерні товариства» від 17 вересня 2008 р.

## Реформа законодавства про акціонерні товариства
29 квітня 2009 року, коли набрав чинності Закон «Про акціонерні товариства», почався відлік дворічного перехідного періоду, відведеного для акціонерних товариств в Україні для впровадження ними суттєвих змін в системі корпоративного управління, а також у їх відносинах з акціонерами, кредиторами та інвесторами.